# Henry Walter Bates
Henry Walter Bates (8. února 1825 Leicester – 16. února 1892 Londýn) byl anglický přírodovědec a objevitel, který se jako první zabýval mimikry u zvířat. Nejvíce se proslavil výpravou do Amazonie s Alfredem Russelem Wallacem v roce 1848. Wallace se vrátil v roce 1852, ale přišel o svou sbírku při ztroskotání lodi. Když se Bates vrátil v roce 1859 po dvanácti letech domů, přivezl přes 14 000 druhů (převážně hmyzu), z nichž 8 000 bylo pro vědu nových.